# Polycentropus terrai
Polycentropus terrai là một loài Trichoptera trong họ Polycentropodidae. Chúng phân bố ở miền Cổ bắc.